# Barney Stinson
Barney Stinson je fiktivní postava z amerického seriálu Jak jsem poznal vaši matku, kterou vytvořili Carter Bays a Craig Thomas. Postavu ztvárnil Neil Patrick Harris.

## Role vHow I Met Your Mother
Barney Stinson je jedna z hlavních postav v seriálu Jak jsem poznal vaši matku. Je pravým opakem nejlepšího kámoše, Teda Mosbyho (který ho pokaždé, když to Barney vysloví, opraví, že ve skutečnosti je jeho nejlepším přítelem Marshall), který se chce usadit. Stinson tak vytahuje mnoho strategií, aby pomohl Tedovi setkat se s ženami. Během několika sérií seriálu se čtyři hlavní postavy daly dohromady, Ted začal chodit s Robin Scherbatsky a Tedův spolubydlící Marshall Eriksen se zasnoubil (a později i oženil) s Lily Aldrin. To zanechalo Stinsona jako jedinou postavu bez přítelkyně (dlouhodobé) a podle Neila Harrise je to právě ten důvod, proč byl Stinson "rozčílený", že ostatní přátelé jsou ve vztahu.
Hlavní režisér odpovědný za obsazení herců do seriálu, Megan Branman, si pozval Harrise na casting, aby si ho vyzkoušel. Harris předpokládal, že si ho pozval hlavně proto, že byli přátelé a nevěřil, že by měl možnost získat tuto roli. Na zkoušce si měl představit, že je "členem vojenského komanda" při hraní Laser game. Harris předvedl několik akrobatických kotoulů, mlátil do židle a třískal do zdi. Producenty z CBS to natolik pobavilo, že Harrisovi rychle nabídli účast na natáčení. Harris získal za tuto roli několik nominací na ceny.

## Charakter
Harris popisuje Barneyho jako muže, který „rád tvoří šílené situace a potom nečinně sedí a sleduje, jak se to všechno vyvíjí”. V seriálu je třicátník Barney známý sukničkář, který téměř vždy nosí stylový oblek (výjimkou jsou pohřby, když chtěl sbalit holku co nesnášela chlapy v obleku a když na tom byl opravdu špatně, protože zjistil, že žena se kterou přišel o panictví byla podplacena jeho bratrem), má rád děvčata a je kdykoliv připraven jim „pomoct”. Má sklon využívat situací a rád manipuluje s lidmi, aby se situace obrátila v jeho prospěch. Je také velmi soutěživý typ a své „výzvy”, které bývají občas velmi zajímavé, se snaží dokončit, jen aby vyhrál; ne však vždy se mu podaří zvítězit. Je často tvrdohlavý a snaží se stát si za svým ať se děje co se děje.
Ačkoliv ho televizní pořad The Early Show z dílny CBS nazval jako „naprosto zbaveného morálky”, Barney žije knihou Bro Code, ve které jsou jeho vlastní pravidla. Navzdory jeho celkově spornému charakteru, podle tvůrce Craiga Thomase, je Barney „křehký člověk, který se opravdu bojí být sám. Usiluje hlavně aby ho lidi měli rádi, byl pro ně důležitý a měl stoupence, kteří ho poslechnou na slovo.”
Také Barney, stejně jako Neil Patrick Harris, který ho ztvárňuje, je iluzionista. Do jeho oblíbených kouzelnický triků, jak se zdá, patří oheň, který jeho přátelé očividně nesnáší (jak jsme mohli vidět v desátém dílu druhé série Single Stamina nebo ve čtvrtém dílu čtvrté série Intervention). Barney je používá hlavně proto, aby sbalil ženu. Jeho nejběžnější metodou jak sbalit dívky je však vypracované (a také nepravdivé) historky o sobě a někdy se dokonce vydává i za někoho jiného (např. v epizodě „Pravda nebo zvěř” se vydával za Neila Armstronga).
Barneyho jsme také mohli vidět, že měl problémy s hazardem, které se snaží držet pod kontrolou. Jak podlehl jsme mohli vidět v dílech jako Atlantic City (kde měl také své čínské přátelé) nebo Monday Night Football. Mimoto se často zobrazují jeho metrosexuální vlastnosti – užívá si pedikúru, velmi dobře se vyzná v módě a gurmánských jídlech. Je také velkým fanouškem baseballového týmu New York Mets.
Co se týče talentu, je Barney obdařen výmluvností, důvtipem a velkou kreativitou. Má velmi dobré kontakty se zámožnými lidmi a mluví několika cizími jazyky, mluví ukrajinštinou se svým krejčím a nejméně dvakrát mandarínsky a korejsky v obchodních záležitostech s neznámými Severokorejci. V několika dílech jsme mohli vidět, že je dobrý v hraní na klavír stejně jako Ted a Marshall. Často se zdá, že umí předvídat lidské chování a toto pak využívá v situacích, aby se obrátila v jeho prospěch (a hlavně pak aby získal dívku). V několika epizodách nám také předvádějí další Barneyho bláznivé schopnosti, jako jeho fyzickou zdatnost, když dokončil New York City maraton bez jediného dne tréninku nebo dobrou paměť a odhad, když správně hádal ceny zboží v soutěži Price is Right a nemožnost vypadat špatně na fotografiích (kterou lze ale neutralizovat podáním koriandru, který nutí Barneyho ke kýchání (díl Say Cheese)).

## Dětství a rodina
Barneyeho rodinný život jsme mohli vidět ve flashbacku dílu Showdown. Ukazoval Barneyeho matku ( ztvárněnou Frances Conroy, mladší hlas patřil herečce Megan Mullally), která byla promiskuitní ženou a tvrdila, že jeho otec je Bob Barker, dlouhodobý moderátor pořadu The Price is Right. Barney má bratra, Jamese (hrál ho Wayne Brady), který je na rozdíl od Barneyeho černoch a homosexuál. V dílu Robin 101 bylo naznačeno, že Barneymu byla v dětství diagnostikována hyperaktivita s poruchou pozornosti. Sestru jsme mohli v jednom díle vidět kde měla poměr s Tedem.

## Dospělý život před rokem 2005 (Vyprávění)
V epizodě " Večer plný her ", se ukazuje, že Barney byl nevinný, idealistický mladík, který chtěl vstoupit do mírových sborů se svou první vážnou přítelkyní Shannon. Když ho opustila pro muže v obleku, sukničkář, James zařídil pro třiadvacetiletéhoé bratra Barneyeho možnost přijít o své panictví , s máminou přítelkyní, Rhondou "Učitelkou sexu" . Poté, co se vyspal s Rhondou a věřil, že spokojený ní se stal podobně jako oblek na sobě, sukničkář, dokonce jít tak daleko, že přijala některé jeho soupeře fráze. s ním měla nejlepší sex. Dal se na dráhu sukničkáře. Barney také ukázal, že měl hrozný problém s hazardem. Nicméně, ujišťuje partu, že to není problém, protože je tak v tom velmi dobrý. Jak bylo odhaleno v epizodě " Atlantic City ", že přišel o jeho celoživotní úspory v čínské hře. Také zřejmě prohrává všechny sázky na Super Bowl. Barney se nezastaví před ničím, aby vyhrál sázku, i kdyby to mělo trvat roky za pouhých 10 dolarů.

## V seriálu (2005-teď)
Zatímco Barney je na pohled bezohledný a tvrdý muž, velkorysé srdce není tak často zřejmé, a není vždy odsunuto do vyprávění. Když se Marshall a Lily rozešli, Barney odlákává ženy od Marshalla, aby mohl zůstat věrný ženě, kterou miluje. Ukázalo se, že to byl Barney, kdo přesvědčil Lily, aby se vrátila do New Yorku, Koupil jí i letenku domů. Barney se ve čtvrté sérii zamiluje do Robin. Ve finále sezóny čtyři on a Robin přišel k tomu, že se milují navzájem, ale ze strachu to před partou tajili a řešili to větou "Vyřešíme to později.". Na začátku se 5.série se zase rozejdou a Barney se vrátí v původní podobě. Je také známo, že píše blog , což je narážka na roli Harrise v Doogie Howser.

## Kariéra
Barneyho zaměstnání bylo plně odhaleno až ke konci 9. série, do té doby v podstatě nic. Ačkoli pracuje pro společnost (Altrucell) o níž víme, že je největším světovým výrobcem žluté chlupaté látky na tenisové míčky (třebaže budoucí Ted řekne, že její hlavní zisk pochází z jiných, méně neškodných zdrojů, jako jsou těžba dřeva, těžba ropy, výroba ručních zbraní, tabákových výrobků, zemědělství a výroby atomových hlavic). V 3. sezóně epizodě " Pavouk ", bylo uvedeno, že je dost dobrý přes lhaní, proto nesedí za křivé svědectví. Ve 4.sezóně, jeho společnost koupila Gigantickou národní banku (GNB) a následně se posunul do vedení banky, je předseda výzkumného výboru a používá stejnou kancelář, jakou měl i v 1.sérii. Říká že je pro firmu nepostradatelný. Přes to, řekl, že je větší pravděpodobnost, že ho jednoho dne vyloví z řeky bez zubů a otisků prstů, než aby ho vyhodili. Údajně se dostal pod útok ninjů v minulosti v práci. Jeho video životopis byl zveřejněn v období 4.sérii v epizodě " Dosnažitelné ". Ve 4.sérii epizodě " Jeee! "vůdce švédské architektonické firmy SVEN se odhalí že Barney je v čele výběrové komise pro Nové ústředí GNB. Je pravděpodobné, že "hledání výbor" byl prostě projektového týmu, který se podaří projekt návrhu nové budovy GNB, ale předseda komise není jeho hlavním zaměstnáním. Bez ohledu na svou profesi, Barney je zřejmě velmi bohatý a je nesporně nejbohatší z party. Žije v bytě a je dost bohatý na to, aby vlastnil dva televizory s úhlopříčkou 300 cm dodávané z Japonska, stejně jako drahé artefakty, včetně samurajského meče a vojáka Impéria Stormtroopera ze Star Wars filmů. Barney je fanoušek rockové skupiny AC / DC , Van Halen a Bon Jovi.

## Hlášky
V pilotním dílu Barney poprvé pronesl jeho nejznámější frázi: "Suit up!" (česky volně přeloženo jako "Nahoď oblek!"), kterou říká ostatním, aby si oblékli oblek. Frázi "Suit up!" viděl na letáčku výprodeje obleků v epizodě o jeho minulosti se Shanon. A podle tvůrce Thomase: "Toto je podpis Barneyeho. Myšlenka, že jeho oblek je nějaký druh oblečení pro superhrdiny, která ho odlišuje od ostatních." Fráze je opakovaná v mnoha dílech a často je upravovaná k jakémukoliv oblečení, které Barney nosí, jako třeba "Flight suit up!" (česky volně přeloženo "nahoď letecký oblek!"), když říká Tedovi, aby byl jeho wingman (parťák) na Halloween a v mnoha dalších situacích. Kromě "Suit up!" často říká "Legendary!" (česky legendární). Toto slovo také často rozděluje větou "Wait for it" (česky počkej si) mezi slabikami dlouhého slova. Druhá série byla zakončena Barneyeho příslovím "It´s gonna be Legen – wait for it..." a třetí byla zahájena s dokončením "...dary!"
V seriálu Barney často přistupuje k atraktivním ženám s Tedem a ptá se: "Haaaaaaave you met Ted?" (česky "Uuuž se znáš s Tedem?"), aby našel způsob jak začít rozhovor. Thomas říká, že tato fráze je převzata ze skutečného života, kdy jeho bývalý přítel používal podobnou frázi, aby se seznámil s ženami. Také je pro něj charakteristická fráze "Daddy's Home" (česky doslova "Taťka je doma"), kterou používá při velkolepém vstupu do místnosti a fráze "True Story" (česky "Pravdivý příběh" nebo také "čistá pravda"), kterou ukončuje příběhy či teorie, které jsou všeobecně smyšlené.
Barney také říká často říká své "awesome" (česky "boží"), následované "True story". Také kdykoliv je tázán na to, kde a jak pracuje, odpovídá s posměchem "Please" (česky "Prosím tě"). Jeho bratr James odpověděl podobně, když byl dotazován, jakto že jsou oba jiné rasy. Barney si často vymýšlí statistiky aby potvrdil, že jeho argumenty jsou pravdivé.
Barney často používá svou hlášku "I accept your challenge" (česky "Přijímám tvou výzvu") v prvních sériích kdy se někdo zmiňuje o něčem, co pravděpodobně není možné udělat. Od začátku čtvrté série si Barney tuto frázi upravuje na "challenge accepted" (česky "výzva přijata").

## Barneyho teorie

### Citronová teorie
Lemon law (Citrónové pravidlo) – Od chvíle kdy začne rande, máš 5 minut na rozhodnutí, jestli s tím člověkem strávíš celý večer.

### Platinové pravidlo
Klíč Platinové pravidlo, měli byste vědět, jak zní Zlaté pravidlo Bible: Miluj bližního svého. Nad ní je však ještě jedno pravidlo, a to je Platinové pravidlo, které zní: Nikdy, nikdy, nikdy nemiluj bližního svého.
Krok číslo 1 – Okouzlení: Zalíbí se vám a vy si řeknete, proč ne. Platinové pravidlo na mě neplatí. To je velká chyba.
Krok číslo 2 – Vyjednávaní: Rozhodnete se dívku svést. Osudová chyba.
Krok číslo 3 – Podlehnutí: Jste ve vztahu, nejhorší věci na světě.
Krok číslo 4 – Výhody: Takový vztah má samozřejmě výhody.
Krok číslo 5 – Bod zlomu: Brzo se ukážou nevýhody. Nebude moct dělat vtípky se svými kamarády, nebude se moct koukat po jiných holkách.
Krok číslo 6 – Prozření: Uvědomíte si, že jste udělali chybu.
Krok číslo 7 – Konfrontace: Už to nebude moct dál snášet, a tak následuje jediná možnost jak z takového vztahu zmizet. Rozchod. V normálním vztahu by to skončilo ale... Byl to vztah, který podléhal Platinovému pravidlu.Takže se připravte, že tenhle vztah, bude mít.....
Krok číslo 8 – Následky: Den co den se bude muset s dotyčnou setkávat, a nepůjde tomu nijak zabránit. Neměli jste to dělat.

### Graf Sexšílenosti
Graf Sexšílenosti také bývá nazýván Funkce Wicky Madhousové. Nejhorší zónou grafu je zóna Shaly Galespiové.